# Taferl
Als Taferl wird in Österreich eine kleine Tafel bezeichnet, die von Politikern während Reden oder in Fernsehinterviews zur Untermauerung ihrer Argumente aufgestellt wird. Es zeigt meist Diagramme, politische Parolen oder Zeitungsausschnitte.
Als Erfinder des Taferls gilt Jörg Haider, der in einer Fernsehkonfrontation im Vorfeld der Nationalratswahlen 1994 mit Franz Vranitzky mit den Worten „Jetzt zeig' ich Ihnen was“ ein Taferl mit den Bezügen des damaligen Kammeramtsdirektors der steirischen Arbeiterkammer Kurt Zacharias vor die Kamera hielt. Die öffentliche Diskussion beschädigte die SPÖ nachhaltig.
1995 leitete Viktor Klima eine TV-Konfrontation mit Haider mit den Worten „Und ich würde mir wünschen, dass wir ohne eine Pilgerfahrt nach Maria Taferl heute über die Probleme reden können, die Sorgen, die Hoffnungen, die die Menschen in unserem Land haben“ ein. 1999 konterte Wolfgang Schüssel mit der lakonischen Bemerkung „Jetzt ist Ihnen das Taferl umgefallen.“
In den folgenden Jahren setzte sich das Taferl jedoch zunehmend als Mittel der politischen Diskussion in allen Parteien durch. Auch im Parlament werden zunehmend Taferln auf das Rednerpult gestellt. Das Taferl gilt unter Journalisten als sehr unbeliebt; 2005 korrigierte die Moderatorin Gabi Waldner Peter Westenthaler mit einem Gegentaferl.